# Una mosca en el cristal
Una Mosca En El Cristal es el título del tercer disco publicado por Nena Daconte lanzado el 23 de noviembre de 2010. Anteriormente el grupo español estaba conformado por la vocalista Mai Meneses y el guitarrista Kim Fanlo, pero es en agosto del 2010 cuando se anuncia su abandono y Mai Meneses queda como la única integrante, adoptando el nombre de la banda como nombre artístico.

## Historia
En agosto de 2010, la revista Rolling Stone recogía que Kim dejaba el grupo aunque Mai Meneses seguiría su carrera musical en solitario manteniendo el nombre original del grupo. De esta manera, Una Mosca En El Cristal, el tercer álbum de estudio de Nena Daconte sería llevado a cabo únicamente por la madrileña bajo la producción de Alejo Stivel. Señala la nueva agencia de Mai Meneses que el nuevo trabajo mantendrá “la onda” de los discos anteriores del grupo, aunque será “más pop y menos atmosférico”.

Un álbum sensual, carnal y directo dedicado al amor.
Mai Meneses

El 30 de diciembre de 2010 la canción I Just Call You Girl fue regalada por iTunes en su programa de 12 días de regalos de Navidad.

## La composición
Como en anteriores discos, todas las letras y melodías han sido compuestas por Mai Meneses (vocalista del grupo), pero sin los arreglos de Kim Fanlo, quien además era guitarrista y productor del grupo. El productor del tercer álbum es Alejo Stivel (Tequila).

Conocí a Alejo hace mucho tiempo, diez años hará ya. Siempre me gustó ese aire de rock & roll que transpiraba cuando pasaba por mi lado sin apenas reparar en mí. Pero el tiempo todo lo cambia y un buen día decidimos trabajar juntos y compartir experiencias y coincidencias. Él me encontró un hueco y yo le regalé mis secretos.
Mai Meneses

## Listado de canciones
| N.º | Título                            | Escritor(es) | Productor(es)  | Duración |  |
| 1.  | «No Te Invité A Dormir»           | Mai Meneses  | Sebastian Krys | 3:15     |  |
| 2.  | «Pregúntame»                      | Mai Meneses  | Alejo Stivel   | 3:56     |  |
| 3.  | «El Halcón Que Vive En Mi Cabeza» | Mai Meneses  | Alejo Stivel   | 3:21     |  |
| 4.  | «Una Mosca En El Cristal»         | Mai Meneses  | Alejo Stivel   | 2:50     |  |
| 5.  | «Esperaré»                        | Mai Meneses  | Alejo Stivel   | 3:39     |  |
| 6.  | «Perdida»                         | Mai Meneses  | Alejo Stivel   | 3:40     |  |
| 7.  | «Solo Fue Curiosidad»             | Mai Meneses  | Alejo Stivel   | 4:02     |  |
| 8.  | «Son Niños»                       | Mai Meneses  | Alejo Stivel   | 2:29     |  |
| 9.  | «No Te Fijaste En Mí»             | Mai Meneses  | Alejo Stivel   | 3:49     |  |
| 10. | «Niña Azul»                       | Mai Meneses  | Alejo Stivel   | 3:25     |  |
| 11. | «Por Ti»                          | Mai Meneses  | Alejo Stivel   | 4:26     |  |
| 12. | «Tan Feliz»                       | Mai Meneses  | Alejo Stivel   | 2:14     |  |

- iTunes Bonus Track

| iTunes Bonus Track |                        |              |               |          |  |
| N.º                | Título                 | Escritor(es) | Productor(es) | Duración |  |
| 13.                | «I Just Call You Girl» | Mai Meneses  | Alejo Stivel  | 3:28     |  |

## Listas

### Semanales
| País/Continente | Ranking         | Primera semana | Posición de ingreso | Mejor posición | Semanas en la mejor posición | Semanas en el ranking | Última semana |
| --------------- | --------------- | -------------- | ------------------- | -------------- | ---------------------------- | --------------------- | ------------- |
| Europa          |                 |                |                     |                |                              |                       |               |
| España          | Top 100 álbumes | 28/11/2010     | 20                  | 20             | 1                            | Actualmente, en lista |               |